# Antonio Liberti
Antonio Vespucio Liberti (Buenos Aires, 2 agosto 1901 – Buenos Aires, 28 novembre 1978) è stato un imprenditore e dirigente sportivo argentino di origini italiane, a più riprese presidente del Club Atlético River Plate.

## Biografia
Figlio d'immigrati genovesi, al momento del suo ingresso nel settore dirigenziale del River era tanto giovane che dovette inizialmente rinunciare alla sua carica poiché minorenne. Fu presidente del club per la prima volta nel 1933; fino al 1935 mantenne l'incarico, che poi ricoprirà per altri quattro mandati: 1939, 1943-1952, 1960-1964 e 1966-1969. Fu anche presidente del Torino dal 14 gennaio 1956 al 18 febbraio 1957.
Durante la sua gestione il River Plate ebbe svariati periodi di successo, grazie anche al suo contributo economico: versò infatti ingenti cifre per portare al club famosi giocatori stranieri, attingendo al mercato di Uruguay, Brasile e Spagna. Tra le principali opere a cui diede impulso durante la sua presidenza ci fu la costruzione dell'Estadio Monumental, la cui prima pietra fu posta il 25 maggio 1935. Quando la società calcistica iniziò ad avere difficoltà in campionato (mancò il titolo per diciotto anni) Liberti fu spinto ad abbandonare la conduzione del River Plate e fu nominato dal presidente Juan Domingo Peron console generale a Genova. Otto anni dopo la sua morte, avvenuta nel 1978, gli fu intitolato lo stadio "Monumental" da lui finanziato.